# Athanásios Miaoúlis
Pour les articles homonymes, voir Famille Miaoúlis.
Athanásios Miaoúlis (en grec moderne : Αθανάσιος Μιαούλης) (né en 1815 à Hydra et mort le 7 juin 1867 à Paris) est un militaire et un homme d'État grec du XIXe siècle.

## Biographie
Athanásios Miaoúlis est le fils de l'amiral grec Andréas Miaoúlis de qui il apprend la navigation. Il fréquente l'école militaire de Munich et sert comme officier dans la marine grecque. En 1855, il est nommé Ministre de la marine. Il devient ensuite premier ministre de Grèce le 13 novembre 1857, et le reste jusqu'au 26 mai 1862.
Il est nommé au Sénat du royaume de Grèce en février 1861.